# Râul Aninoasa, Dâmbovița
Râul Aninoasa este un curs de apă, afluent al râului Dâmbovița. 